# 似紅點鮭
似紅點鮭，為輻鰭魚綱鮭形目鮭科的其中一種，為溫帶淡水魚，分布於歐洲挪威Bear島淡水流域，體長可達37.5公分，棲息在底層水域，以底棲性無脊椎動物為食，生活習性不明。

## 擴展閱讀
維基物種上的相關：似紅點鮭